# Chiesa di San Gaudenzio (Romentino)
La chiesa di San Gaudenzio è la parrocchiale di Romentino, in provincia e diocesi di Novara; fa parte dell'unità pastorale di Galliate.

## Storia
La prima citazione della originaria cappella romentinese, sorta verso l'anno Mille e situata entro le mura del locale castello, risale al 1113.
Nel XVI secolo l'edificio risultava versare in pessime condizioni; così, nel 1590 iniziò la costruzione della nuova chiesa, terminata e consacrata nel 1614.
La parrocchiale venne interessata da un intervento di rifacimento tra il 1760 e il 1762, mentre ulteriori lavori di ampliamento e di rimaneggiamento furono condotti nel secolo successivo. Verso la fine degli anni settanta del secolo scorso la chiesa subì un ulteriore restauro, che modificó profondamente il suo aspetto interno..

## Descrizione

### Esterno
La facciata a capanna della chiesa, che volge a sudest, è suddivisa da una cornice marcapiano dentellata in due registri, entrambi tripartiti da quattro lesene; quello inferiore presenta il portale d'ingresso, protetto dal protiro sorretto da due colonne doriche, mentre quello superiore è caratterizzato da una finestra timpanata e coronata dal frontone, in cui s'apre una nicchia ospitante una statua.
Annesso alla parrocchiale è il campanile a base quadrata, ultimato nel 1810 e suddiviso in più ordini da cornici; la cella presenta su ogni lato una monofora affiancata da due paraste ed è coronata dalla cupola a cipolla poggiante sul tamburo.

### Interno
L'interno dell'edificio si compone di un'unica navata, sulla quale si affacciano le cappelle laterali e le cui pareti sono scandite da pilastri sorreggenti la trabeazione, sopra la quale s'imposta la volta; al termine dell'aula si sviluppa il presbiterio, a sua volta chiuso dall'abside.
Qui sono conservate diverse opere di pregio, tra le quali la tela con soggetto l'Ultima Cena, eseguito da Carlo Cane nel 1612, l'affresco ritraente la Gloria di San Gaudenzio, risalente al 1712, il crocifisso ligneo del 1750, l'altare maggiore, precedentemente situato nella chiesa di San Fedele di Milano, e il quadro della Dottrina cristiana, dipinto nel 1684.